# Димаров, Анатолий Андреевич
Анатолий Андреевич Димаров (укр. Анатолій Андрійович Дімаров; 1922—2014) — советский и украинский прозаик.

## Биография
Родился 17 мая 1922 года в Миргороде (ныне Полтавская область, Украина) в семье зажиточного крестьянина Андроника Федотовича Гарасюты. Мать была дочерью священника. Чтобы спасти семью от ссылки в Сибирь, отец отправил их в Миргород, где его жена сменила фамилию двум сыновьям.
В 1940 году, после окончания средней школы, был призван в РККА. С 27 июня 1941 года А. А. Димаров участвует в Великой Отечественной войне стрелком 371 стрелкового полка 37 стрелковой дивизии на Юго-Западном фронте. 17 июля 1941 года был тяжело ранен под Могилёвом, в результате стал инвалидом II группы. После излечения оказался на оккупированной территории. Стал партизаном. С возвращением РККА был снова призван в действующую армию
После войны работал в завотделом редакции в газете «Советская Волынь». В 1949 издал первый сборник рассказов «Гості з Волині». В 1950—1951 годах учился в Литературном институте имени А. М. Горького в Москве, в 1951—1953 годах во Львовском педагогическом институте. Закончив обучение, работал редактором в разных издательствах.
Член Союза писателей Украинской ССР (1949). Член Демократической партии Украины (с 1990).
Умер 29 июня 2014 года. Похоронен в Киеве на Байковом кладбище.

## Произведения

### Романы
- «Его семья» (1956)
- «Идол» (1961)
- «Путями жизни» (1963)
- «И будут люди» (1964-68)
- «Боль и гнев» (1974-80)

### Повести и рассказы
- «Гости с Волыни» (1944)
- «Сын капитана» (1957)
- «Вторая планета» (1980)
- «Три грани времени» (1980)
- «Вершины» (1986)
- «Со щитом и на щите» (1987)
- «Самосуд» (1990)
- «Прожить и рассказать: Повесть про семьдесят лет (автобиография)» (1997)

### Сборник рассказов «Сельские истории»
- «Украинская вендетта»
- «Чоботы»
- «Ведьма»
- «Дети»
- «Сабантуй»
- «Мажориха»
- «На поруки»
- «Якимовна»
- «Хата скраю»
- «Старший брат»
- «Новенькая»
- «Зинской щенок»
- «Федотович»

### Сказки
- «Для чего человеку сердце?»
- «Голубой ребёнок»;

### Этюды
- «Хоронили Надю»
- «Дед Черепок косит пшеницу».
- «Бананы»

## Экранизации
- «Украинская вендетта», 1990 — по одноимённом рассказу.
- «Изгой», 1991 — по мотивам повести «Симон-резник».
- «И будут люди» (укр. «І будуть люди») сериал-эпопея на телеканале СТБ в 2020 году.

## Награды и премии
- Орден князя Ярослава Мудрого V степени (17 октября 2006 года)[3]
- Орден князя Ярослава Мудрого IV степени (17 мая 2012 года)[4]
- Государственная премия УССР имени Т. Г. Шевченко, за последнюю часть романа «И будут люди» (1964, 1966, 1968) — «Боль и гнев» (1974, 1980).
- орден Отечественной войны II степени (6.4.1985)
- медаль «За боевые заслуги» (1946)